# Skinny Client Control Protocol
 (janvier 2017).
Si vous disposez d'ouvrages ou d'articles de référence ou si vous connaissez des sites web de qualité traitant du thème abordé ici, merci de compléter l'article en donnant les références utiles à sa vérifiabilité et en les liant à la section « Notes et références ».

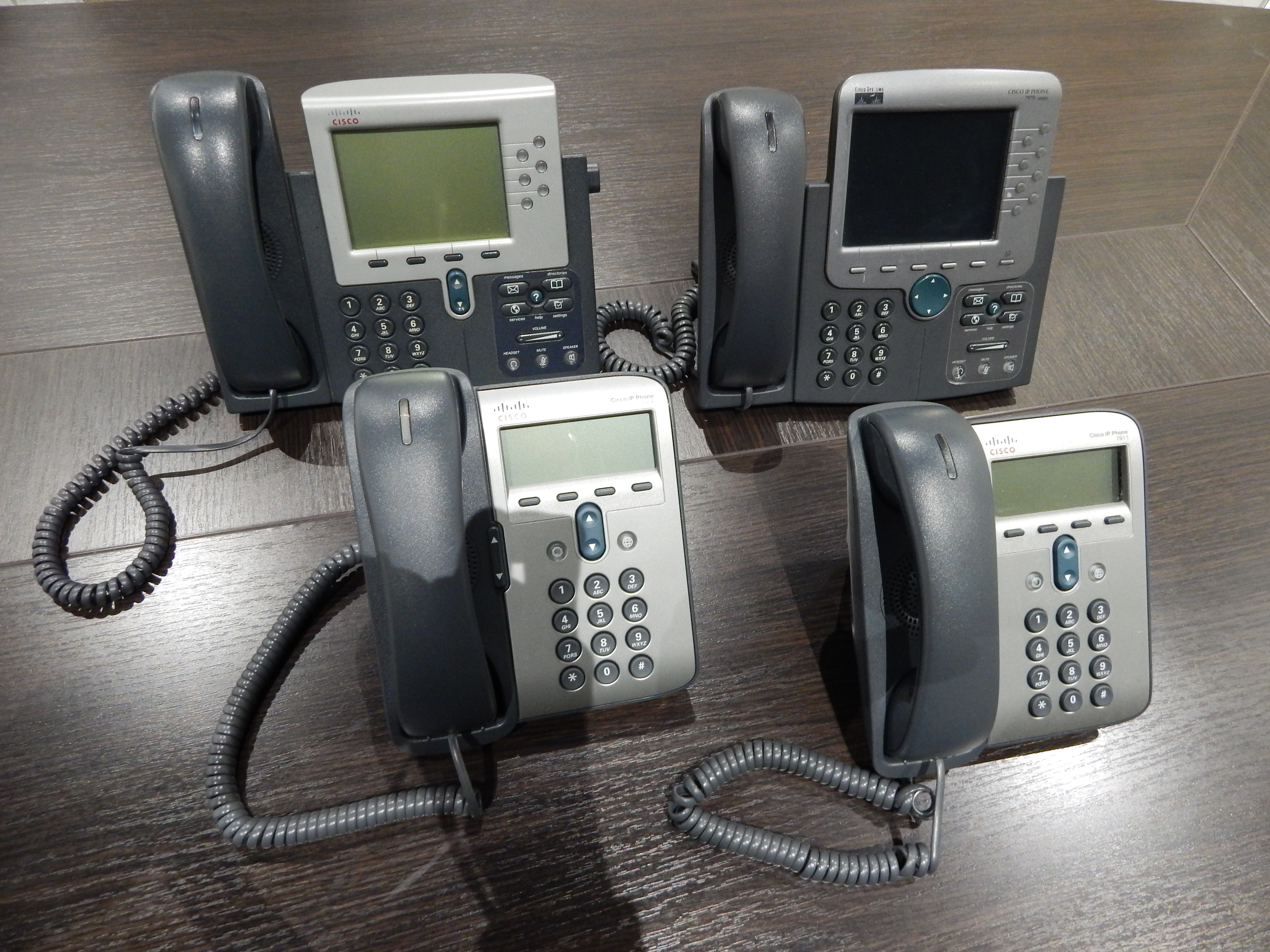
IP-phones Cisco CP79XX

Le Skinny Call Control Protocol (SCCP) est un protocole de communication, faisant partie de la couche Application du modèle OSI.
Le H.323 étant trop rigoureux pour certaines applications de la téléphonie IP (comme le renvoi d’appel, le transfert, la mise en attente), Cisco a donc créé SCCP qui utilise le port 2000.
L’avantage de Skinny est qu’il utilise des messages utilisant très peu de bande passante, c’est pourquoi il est utilisé pour les communications entre les téléphones IP et le CallManager ainsi que pour contrôler une conférence.